# Gruž
Gruž je jedan od gradskih kotara grada Dubrovnika. Nalazi se 2 km zapadno od staroga grada na južnim padinama brda Srđa, iznad gruškog zaljeva. Građen je u nekoliko faza od ranog 13. stoljeća, a sastoji se od obiteljskih kuća, stambenih zgrada i nebodera te brojnih poslovnih zgrada.
Gruž je predio grada od rta Kantafiga na zapadu do prevlake za poluotok Lapad i Ilijine glavice na istoku, te od Jadranske turističke ceste na sjeveru do obale zaljeva pomorske luke Gruž na jugu. U gradskom kotaru Gruž živi oko 17000 stanovnika.[kada?]

## Povijest

### Nastanak i razvoj
Gruž je bio prvo veće naselje izvan zidina staroga grada u čijem je zaljevu dubrovačka vlastela za vrijeme Dubrovačke Republike gradila svoje vile i ljetnikovce. Najstarije poznato naselje i crkve potječu iz 13. stoljeća.  Prve vlasteoske kuće građene su u 14. stoljeću, a nizovi ljetnikovaca uz obale zaljeva u 15. stoljeću Najljepši primjerci ladanjske arhitekture potječu iz 16. stoljeća. Brodogradnja području Gruža spominje se već u prvoj polovici 14. stoljeća, a procvat doživljava u prvoj polovici 16. stoljeća kada je donesena odluka o gradnji velikog brodogradilišta. Za vrijeme francuske uprave početkom 19. stoljeća Gruž postaje nova gradska luka. Razvojem grada razvijao se i Gruž pa je s vremenom postao stambeno, poslovno, industrijsko i trgovačko središte Dubrovnika u kojem je teretno-putnička luka, a u naselju je bio i željeznički kolodvor te sve dubrovačke tvornice. U naselju je godine 1886. otvoren i prvi hotel Petka.

### Domovinski rat
Stanovnici Gruža su za vrijeme Domovinskog rata odigrali veliku ulogu u obrani Dubrovnika od agresije i osvajnja juga Hrvatske, pa je tako u Gružu u svibnju 1991. godine osnovan prvi dragovoljački odred grada Dubrovnika čiji zapovjednik je bio pukovnik Krešo Klarić. Tijekom rata u potpunosti je uništena hladnjača u luci Gruž, a brojni stambeni i poslovni objekti te brodice i brodovi u Gružu i gruškoj luci su oštećeni ili u potpunosti izgorjeli.

### Papa Ivan Pavao II. u Dubrovniku
Dne 6. lipnja 2003. godine, tijekom pastoralnog pohoda Hrvatskoj, papa Ivan Pavao II. je, na oltaru postavljenom u gruškoj luci, proglasio blaženom Mariju Propetog Isusa Petković te nakon toga održao propovijed pred oko 50.000 vjernika iz Dubrovnika i onih pristiglih iz svih krajeva Hrvatske i BiH. U spomen na taj događaj, ulica koja vodi od Kantafiga do gruške tržnice prozvana je ulicom Pape Ivana Pavla II. U toj istoj ulici kraj crkve Sv. Križa podignut je spomenik u njegovu čast.

## Nazivi naselja
Gruž je podijeljen u nekoliko naselja:
- Kantafig
- TUP
- Gruška obala
- Nuncijata
- Šipčine
- Neboderi
- Gornji kono

## Gospodarstvo
Gruž je ekonomsko i poslovno središte grada Dubrovnika. U njemu su smještena sjedišta brojnih tvrtki; konzulat Velike Britanije; luka Gruž s vezovima za putničke trajekte, megacruisere i jahte; putničke agencije; mjenjačnice; najveća dubrovačka tržnica koju stanovnici Dubrovnika zovu Pjaca; robne kuće Srđ i Minčeta; prometna, lučka i pogranična policija; međunarodni granični prijelaz i carinska ispostava u luci Gruž; autobusni kolodvor; bazen vaterpolo kluba Jug; hoteli Berkeley s četiri i Petka i Adria s tri zvjezdice; perivoji s igralištima za djecu itd.
U Gružu su također bile smještene sve dubrovačke prijeratne tvornice: 
- Dubravka - tvornica boja i lakova,
- Radeljević - tvornica za proizvodnju ulja,
- TUP - tvornica ugljenografitnih proizvoda,

koje su za vrijeme i nakon Domovinskog rata zatvorene i prestale s proizvodnjom.

## Promet
Gruž je s ostalim dijelovima grada povezan autobusnim linijama 1 (Pile-ACI Marina Dubrovnik), 1A (Pile-Mokošica), 1B (Pile-Nova Mokošica), 1C (Pile-Naš dom), 3 (Pile-Nuncijata), 7 (Kantafig-Opća bolnica-Dubrava Babin Kuk), 8 (Kantafig-Viktorija) prometnog poduzeća Libertas.

## Sport
- VK Jug - Vaterpolo klub, višestruki osvajač vaterpolskog prvenstva Hrvatske i pobjednik europske Lige prvaka u vaterpolu.
- PK Jug - Plivački klub.
- NK GOŠK Dubrovnik - Nogometni trećeligaš.